# Utiós
Utiós (en (ucraïnès): Утьос) és un poble (un possiólok) de la República Autònoma de Crimea a Ucraïna, que el 2014 tenia 274 habitants. Pertany al districte rural d'Aluixta.